# معاداة السامية في النرويج المعاصرة
تتناول معاداة السامية في النرويج المعاصرة كلًّا من الحوادث والمواقف المعادية للسامية التي واجهها اليهود في النرويج منذ الحرب العالمية الثانية، سواء بشكل فردي أو جماعي. اعتمدت البيئة السياسية النرويجية العامة منطلقًا رافضًا لمعاداة السامية بقوّة. وعلى الرغم من ذلك، يعتنق العديد من الأفراد أفكارًا معاديةً للسامية. يوجد نحو 1,400 يهودي وسط 5.3 مليون نرويجي في النرويج في يومنا هذا.
كانت معاداة السامية موضع نقاش في الجدال العام القائم حول الصراع العربي الإسرائيلي. تتّسم معاداة السامية بالطابع المؤسساتي في النرويج وفقًا لبعض المعلّقين السياسيين. وجّه ألن إم. ديرشوفيتز انتقادًا حادًّا للنرويج بسبب معاملتها لليهود، إذ كتب «يبدو بأنّ جميع اليهود سواسية في هذه البلاد التي بذلت كل ما في وسعها لجعل حياتهم مستحيلة فيها. يبدو وكأن النرويج هي الدولة الحديثة الأولى التي تلزم صعق الحيوانات الأليفة، والتي تُجرّم الشحيطه (أحكام ذبح الطيور والحيوانات الثدية في اليهودية)».
ومن الأمثلة المذكورة عن موقف الحكومة النرويجية من المواطنين اليهود النرويجيين بعد الحرب، هو رفض الحكومة تمويل عودة اليهود النرويجيين المرحّلين بعد عام 1945. صرّح المؤرّخ كجيرستي ديبفيغ أنّه ينبغي على الحكومة النرويجية تقديم اعتذار رسمي لمواطنيها اليهود:
كان معظم اليهود المعتقلين في النرويج [على يد النازيين] مواطنين نرويجيين. فقد هؤلاء اليهود جنسيتهم بعد القبض عليهم. لم يتمكّن اليهود من اللحاق بالحافلات البيضاء التي سارت [جنوبًا من الدول الاسكندنافية] لجلب السجناء الناجين [من المحرقة]، وذلك لأنهم لم يكونوا مواطنين نرويجيين. رفضت الحكومة [النرويجية] تمويل نقلهم إلى موطنهم بعد 8 مايو [1945].

## إحصائيات ودراسات
ذكر أحد المقالات المنشورة عن مركز القدس للشؤون العامة أن المصدر الأساسي لمعاداة السامية في النرويج هو القيادة؛ أي السياسيين وقادة المنظّمات وزعماء الكنيسة وكبار الصحافيين. يلقي هذا المقال اللوم على الجذور المسيحية الأوروبية لمعاداة السامية في بداية عام 1000 قبل قرون من وصول اليهود إلى النرويج، على الرغم من المزاعم الأخرى التي أرجعت معاداة السامية إلى هجرة المسلمين. أشار المقال إلى نشر الرسوم الكاريكاتورية المعادية للسامية أيضًا. نُشرت العديد من الرسوم الكاريكاتورية الداعمة لفلسطين في وسائل الإعلام النرويجية منذ سبعينيات القرن الماضي. يمكن رؤية أوجه التشابه عند المقارنة بين هذه الرسوم الكاريكاتورية والرسوم الكاريكاتورية المعادية للسامية المنشورة في الحقبة النازية. عبّرت الرسوم الساخرة المنشورة مؤخرًا وتلك التي نُشرت منذ بداية القرن العشرين عن بعض الأفكار المشتركة المتمثّلة بأنّ «اليهود أشرار وغير إنسانيين» وأنّ «اليهود يحكمون العالم ويستغلّونه» وأن «اليهود كارهون للسلام وناشرون للحروب».

## الحوادث الأخيرة

### الرسم الساخر المنشور في صحيفة نرويجية في عام 2004
نشرت صحيفة داغسافيزن النرويجية رسمًا ساخرًا تحريريًا في 7 يناير من عام 2004، إذ صوّر الرسم يهوديًا حريديًا يعيد كتابة الوصايا العشر ليُدرج فيها «اقتل». اعتبر الدكتور الإسرائيلي مانفريد جيرستينفيلد هذه الرسوم معادية للسامية.

### إطلاق النار والأعمال التخريبية في كنيس أوسلو
وقعت العديد من حالات انتهاك حرمة كنيس أوسلو. تعرّض كنيس أوسلو لهجوم بأسلحة آلية في 17 سبتمبر من عام 2006، بعد أيام من إعلان المبنى هدفًا مقصودًا للجماعة الإرهابية الجزائرية (الجماعة السلفية للدعوة والقتال)؛ التي خطّطت لشنّ حملة تفجيرات في العاصمة النرويجية. وُضع كنيس أوسلو تحت المراقبة المستمرّة والحماية بواسطة الحواجز. أُدين عرفان قدير بهاتي بتهمة إطلاق النار في 2 يونيو من عام 2008، إذ حُكم عليه بالسجن لمدّة ثماني سنوات مع وقف التنفيذ بتهمة التخريب الخطير. لم يجد قاضي محكمة أوسلو أدلّة كافية لاعتبار إطلاق النار هذا عملًا إرهابيًا.

### مزاعم العنصرية المؤسساتية وردّ رئيس الوزراء السابق
عقد مركز القدس للشؤون العامة ندوةً في عام 2008 تحت عنوان القناع الإنساني: دول الشمال الأوروبي، إسرائيل واليهود، إذ اتّهموا النرويج والسويد بالعنصرية المؤسساتية ضد اليهود. صرّح رئيس مجلس الزملاء في مركز القدس للشؤون العامة الدكتور مانفريد جيرستينفيلد أنّ «النرويج هي الدولة الأكثر معاداةً للسامية من بين الدول الاسكندنافية». ردّ رئيس الوزراء السابق كوريه فيلّو على اتهّامات الندوة، إذ قال أنّ مزاعم معاداة السامية هذه هي «تكتيك تقليدي لحرف مسار الأمور، هدفه تحويل الانتباه عن المشكلة الحقيقة المتمثّلة بإساءة إسرائيل المدعومة بالوثائق والتي لا جدال فيها ضد الفلسطينيين».

### تصريح أحد الكوميديين حول البراغيث والقمل لدى اليهود الذين اُعدموا بالغاز
صّرح الممثل الكوميدي الساخر أوتو جيسبرسن في مونولوج ساخر له على شاشة التلفزيون الوطني في 27 نوفمبر من عام 2008:
أودّ أن اغتنم هذه الفرصة لتذكّر المليارات من البراغيث والقمل الذين لاقوا حتفهم في غرف الغاز الألمانية، دون ارتكابهم لأي ذنب سوى الاستقرار في أشخاص من أصول يهودية.
— أوتو جيسبرسن
قدّم امري هيرز شكوى ضد جيسبرسن، إذ انحازت لجنة شكاوى الصحافة النرويجية إلى جانب هيرز في عام 2009. ساند هذا الفنان المثير للجدل العديد من زملائه الكوميديين والمحطّة التلفزيونية التي عمل فيها. قدّم جيسبرسن مونولوجًا ساخرًا آخر حول معاداة السامية في الرابع من شهر ديسمبر، إذ أنهاه قائلًا «وأخيرًا، لا يسعني إلا أن أتمنى لجميع اليهود النرويجيين عيد ميلاد سعيد- كلّا، ما هذا الذي أقوله! أنتم لا تحتفلون بعيد الميلاد، أليس كذلك؟ لأنكم أنتم من قمتم بصلب يسوع». تلقّى جيسبرسن الكثير من الانتقادات بسبب هجماته الساخرة على الجماعات الاجتماعية والعرقية، إضافةً إلى الملوك والسياسيين والمشاهير. أشارت القناة التلفزيونية الثانية في دفاعها عن المونولوج إلى أنّ جيسبرسن يهاجم الجميع، وأنه «إن كنتم ستأخذون [المونولوج] على محمل الجد، فهناك العديد ممن يجب أن يشعروا بالإهانة غير اليهود».